# Roses Tour
Roses Tour – światowa trasa koncertowa The Cranberries z 2012 r., promująca wydany wówczas album grupy Roses. Trasa została podzielona na dwie części. Europejska część trasy została przeniesiona na inne terminy z powodu choroby Dolores O’Riordan.

## Lista koncertów

### Oceania
- 15 marca - Auckland, Nowa Zelandia - Auckland Trust Stadium
- 21 marca - Sydney, Australia - Sydney Entertainment Centre
- 22 marca - Sydney, Australia - Enmore Theatre
- 24 marca - Brisbane, Australia - Riverstage
- 26 marca - Sydney, Australia - Enmore Theatre
- 28 marca - Hobart, Australia - Challenge Stadium

### Azja
- 2 kwietnia - Singapur, Singapoore Indoor Stadium
- 4 kwietnia - Kuala Lumpur, Malezja - Stadium Negara
- 6 kwietnia - Tajpej, Tajwan - Taiwan University Stadium
- 8 kwietnia - Hongkong, Chiny - Hong Kong Convention and Exhibition Centre

### Ameryka Północna
- 2 i 4 maja - New York City, Nowy Jork, USA - Terminal 5
- 5 maja - Filadelfia, Pensylwania, USA - Electric Factory
- 7 i 8 maja - Montreal, Quebec, Kanada - Métropolis
- 9 maja - Toronto, Ontario, Kanada - Sound Academy
- 11 maja - Boston, Massachusetts, USA - House of Blues
- 12 maja - Mashantucket, Connecticut, USA - Grand Theater at Foxwoods
- 14 maja - Waszyngton, USA - 9:30 Club
- 16 maja - Chicago, Illinois, USA - Riviera Theatre
- 17 maja - Minneapolis, Minnesota, USA - The Brick (odwołany z powodu choroby wokalistki)

Na skutek choroby Dolores koncerty w Europie stanowiące część trasy zostały przeniesione na jesień.

### Europa
Terminy trasy po chorobie Dolores jesienią:
- 2 października - Londyn, Anglia - Hammersmith Apollo
- 4 października - Barcelona, Hiszpania - Palau Sant Jordi
- 5 października - Madryt, Hiszpania - Palacio Vistalegre
- 8 października - Berlin, Niemcy - Max-Schmelling Halle
- 11 października - Bukareszt, Rumunia - RomExpo
- 13 października - Bratysława, Słowacja - Incheba Arena
- 14 października - Warszawa, Polska - Torwar
- 25 października - Toulouse, Francja - Zénith
- 28 października - Padwa, Włochy - Palafabris
- 29 października - Mediolan, Włochy - Mediolanum Forum
- 31 października - Rzym, Włochy - Auditorium Parco della Musica
- 2 listopada - Luksemburg - Rockhal
- 4 listopada - Antwerpia, Belgia - Lotto Arena
- 5 listopada - Amsterdam, Holandia - Heineken Music Hall
- 7 listopada - Zurych, Szwajcaria - Volkhaus
- 8 listopada - Beauvais, Francja - Elispace
- 10 listopada - Caen, Francja - Zénith
- 11 listopada - Orlean, Francja - Zénith
- 13 listopada - Montbeliard, Francja - L'Axone
- 14 listopada - Strasburg, Francja - Zenith Strasbourg Europe
- 16 listopada - Toulon, Francja - Zénith Oméga
- 17 listopada - Grenoble, Francja - Summum
- 19 listopada - Cournon D'Avergne, Francja - Zénith
- 20 listopada - Lyon, Francja - Halle Tony Garnier
- 22 listopada - Brest, Francja - Parc des Expositions Penfeld
- 24 listopada - Nantes, Francja - Zénith de Nantes
- 25 listopada - Paryż, Francja - Le Zénith
- 29 listopada - Wiedeń, Austria - Planet.tt Bank Austria Halle Gasometer
- 30 listopada - Praga, Czechy - Tesla Arena
- 2 grudnia - Monachium, Niemcy - Kesselhaus
- 8 grudnia - Beauvais, Francja - Elispace
- 9 grudnia - Montbeliard, Francja - L'axone Montbeliard